# Trường Cao đẳng Phát thanh - Truyền hình II
Trường Cao đẳng Phát thanh Truyền hình II là một cơ sở giáo dục hệ cao đẳng, trường trực thuộc Đài tiếng nói Việt Nam.

## Thành tựu
- Bằng khen của Chính phủ (năm 1998)
- Huân chương lao động hạng ba (năm 2004)
- Huân chương lao động hạng nhì (năm 2009)
- Huân chương lao động hạng nhất (năm 2014)

Trong tương lai, trường sẽ tiến hành nâng cấp, phát triển thành cơ sở giáo dục đại học nhằm đáp ứng nhu cầu đào tạo nguồn nhân lực phát thanh truyền hình và truyền thông cho Việt Nam.